# Rue Tisserand
La rue Tisserand est une rue du 15e arrondissement de Paris.

## Origine du nom

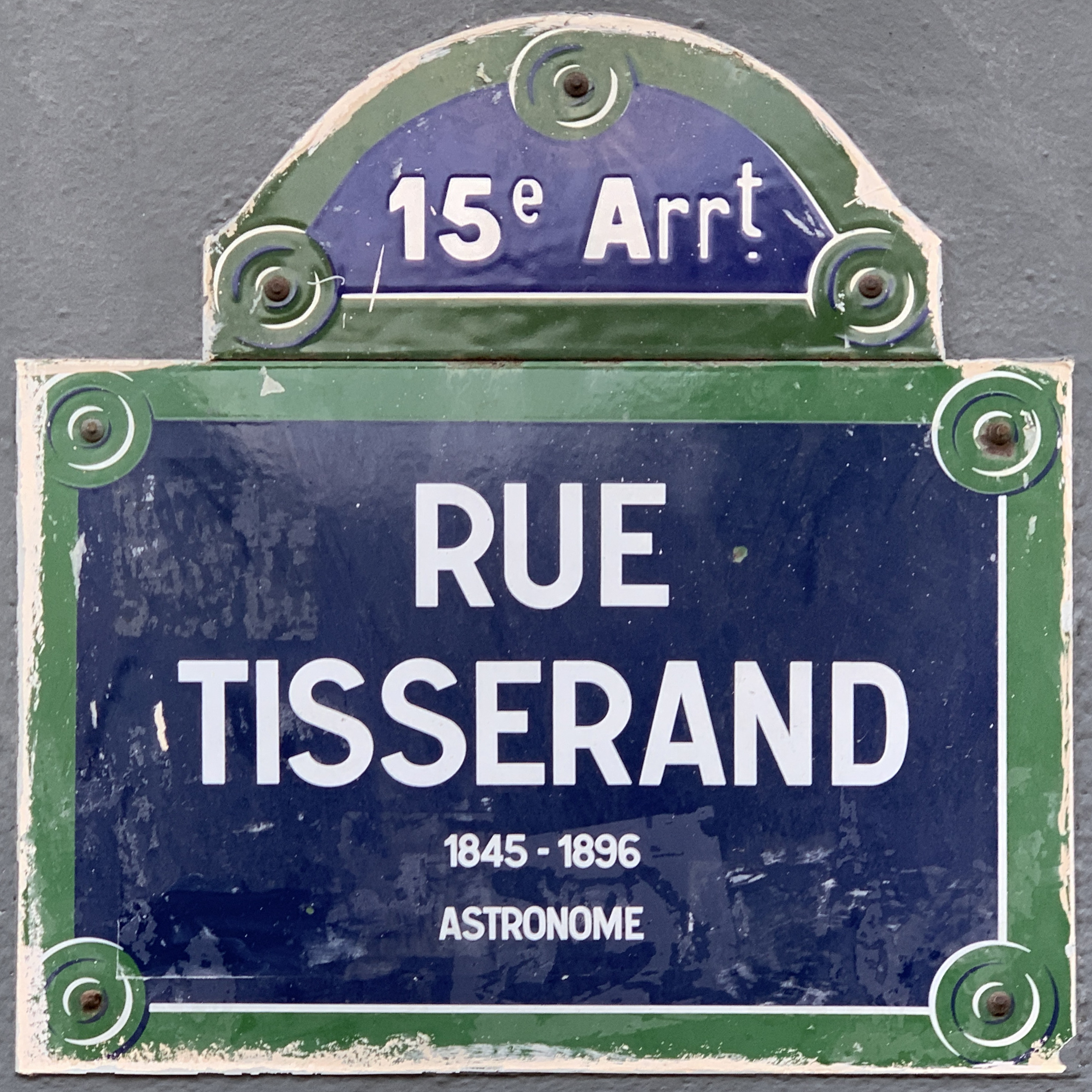
Plaque de la rue.

Elle porte le nom de l'astronome français François Félix Tisserand (1845-1896).

## Historique
La voie est ouverte en 1904 et prend sa dénomination actuelle le 6 novembre 1905. 

## Bâtiments remarquables et lieux de mémoire
- En 1909, le Patronage laïque du 15e – Maison Pour Tous est construit sur un terrain communal à l'angle de la rue Tisserand et de l'avenue Félix-Faure.